# Palaeothele
Palaeothele – wymarły rodzaj pająków z podrzędu Mesothelae, jedyny z monotypowej rodziny Palaeothelidae. W zapisie kopalnym znany z pensylwanu w karbonie.

## Morfologia
Pająki te miały szczękoczułki zaopatrzone w co najmniej pięć ząbków na przedniej krawędzi bruzdy i co najmniej trzy na jej tylnej krawędzi. Prosoma miała wąskie i długie sternum. Opistosoma (odwłok) była wyraźnie większa od prosomy, zaopatrzona w cztery pary kądziołków przędnych rozmieszczonych w dwóch szeroko odseparowanych rzędach po dwie pary. Na wierzchu opistosomy występowały wyraźnie widoczne tergity umieszczone wśród miękkiego oskórka i niezajmujące całej jej szerokości. Na spodzie opistosomy występowały dwa sternity, przedni i tylny, służące za wieczka płuc książkowych. Tylny koniec opistosomy wieńczył wzgórek analny.

## Taksonomia
Takson ten opisany został po raz pierwszy w 1996 roku przez Paula A. Seldena na łamach „Revue Suisse de Zoologie” pod nazwą Eothele. W tej samej publikacji opisany został jego gatunek typowy, Eothele montceauensis. Nazwa Eothele okazała się jednak być młodszym homonimem i w 2000 roku Selden wprowadził dla rodzaju nową nazwę Palaeothele'. Od momentu opisu do końca II dekady XXI wieku takson ten umieszczano jako incertae sedis w obrębie Mesothelae. W 2021 roku Sedlden opisał w jego obrębie nowy gatunek, Palaeothele onoi, oraz umieścił go w nowej rodzinie Palaeothelidae.
Do rodzaju tego zalicza się dwa opisane gatunki:
- Palaeothele montceauensis (Selden, 1996) – znany z dwóch datowanych na gżel skamieniałości[2], odnalezionych w Montceau-les-Mines we francuskim Masywie Centralnym[1][2]. Kądziołki przędne wszystkich par leżały w tylnej połowie opistosomy[2]

- Palaeothele onoi Selden, 2021 – znany z pojedynczej, datowanej na moskow skamieniałości odnalezionej w ogniwie Francis Creek Shale w formacji Carbondale na terenie Mazon Creek w amerykańskim stanie Illinois, w 1913 roku błędnie przyporządkowanej przez Aleksandra Pietrunkiewicza do gatunku Arthrolycosa antiqua. Epitet gatunkowy nadano na cześć arachnologa Hirotsugu Ono. Ciało miało 14,1 mm długości przy karapaksie długości 5,1 mm i szerokości 4,4 mm oraz opistosomie długości 8,3 mm i szerokości 5,8 mm. Karapaks był w zarysie prawie owalny, miał oczy umieszczone na przednim brzegu, niemal prostą i obrzeżoną krawędź tylną oraz umieszczoną w około ⅔ długości jamkę w postaci dwóch wypłycających się ku przodowi wgłębień. Odnóża były krótkie i grube. Opistosoma miała na wierzchu osiem tergitów, każdy o zaokrąglonych brzegach bocznych i z szeregiem małych guzków wzdłuż krawędzi przedniej, na spodzie zaś dwa zesklerotyzowane wieczka. Kądziołki przędne pary przednio-bocznej i małe pary przednio-środkowej leżały w przedniej połowie opistosomy, za drugim wieczkiem. Kądziołki pary tylno-bocznej i tylno-środkowej leżały w ⅔ długości opistosomy. Na tylnym końcu opistosomy umiejscowiony był dwuczłonowy wzgórek analny[2].